# Partido Político Hagamos
El Partido Político Hagamos (PPH) es un partido político paraguayo conformado en marzo de 2016.

## Ideología
El Partido Hagamos se define como una plataforma política de centro, descrita como orientada «en pos de la construcción de un Estado pluralista, democrático y progresista, orientado a todas las clases sociales, pero con especial énfasis a la juventud».

## Historia
Después de su creación en 2016, el partido presentó candidaturas en las elecciones generales del 2018, consiguiendo dos escaños para el Senado de la Nación y para Diputados por Central respectivamente.
En las elecciones generales del 2023, en las que el partido se presentó para el Congreso en alianza con el Partido Encuentro Nacional, consiguió un escaño para el Senado (Patrick Kemper) y uno para Diputados (Rubén Rubín) respectivamente. Sin embargo, el 9 de marzo de 2024, Kemper se incorporó al Partido Colorado, abandonando el partido, y diez días después, el 19 de marzo, Rubín presentó su renuncia al partido y se declaró independiente, citando como razones la deserción de Kemper y el hecho de que Eduardo Viedma, quien fue elegido para suceder a Kemper como presidente del partido, era leal de Kemper, perdiendo así el partido su representación en el Congreso.